# كونراد الأول، كونت لوكسمبورغ
كونراد الأول (1040 - 8 أغسطس 1086)؛ كان كونت لوكسمبورغ (1086-1059) خلفاً لـ والده جيزلبرت.
كان متورط في جدال مع رئيس أساقفة ترير حول دير سان ماكسيمليان، رئيس أساقفة قام بـ حرمانه، وأيضا قام كونراد بتعويضات شريفة من خلال حجه إلى القدس، وتوفي في إيطاليا خلال رحلة العودة.

## الزواج والأبناء
تزوج كونراد من كلمينتيا من آكيتاين يمكن أن تكون أبنة بيير-غيوم السابع، دوق آكيتاين؛ وأنجبت له:-
- ماتيلدا؛ تزوجت من غودفري، كونت بلسيغاو.
- هاينريش الثالث، كونت لوكسمبورغ (توفي.1086).
- رودولف (توفي.1099)؛ رئيس دير سان فان في فردان.
- كونراد.
- أدالبيرو (توفي.1098 في أنطاكية)؛ انضم مع جيش غودفري من بوليون، قتل على يد الأتراك.
- إرميسيند (1075 - 1143)؛ هي والدة هاينريش الرابع، كونت لوكسمبورغ في المستقبل.
- فيلهلم، كونت لوكسمبورغ (1131-1081).